# El diablo (singolo Elena Tsagkrinou)
El diablo è un singolo del cantante greca Elena Tsagkrinou, pubblicato il 28 febbraio 2021 come sesto estratto dal primo album in studio omonimo.

## Descrizione
El diablo, descritto come un pezzo dance e pop, è stato scritto da Laurell Barker, Oxa, Thomas Stengaard e Jimmy "Joker" Thörnfeldt, e prodotto da questi ultimi due, ed è stato selezionato internamente dalla CyBC, l'ente radiotelevisivo cipriota, per rappresentare Cipro all'Eurovision Song Contest 2021 a Rotterdam nei Paesi Bassi. Dopo essersi qualificata dalla prima semifinale, Elena Tsagkrinou si è esibita alla finale eurovisiva, dove si è piazzata al 16º posto su 26 partecipanti con 94 punti totalizzati.

## Video musicale
Il video musicale, diretto da Giōrgos Mpenioudakīs e girato ad Atene, è stato reso disponibile il 27 febbraio 2021 attraverso il canale YouTube della Panik Records. Il video è stato oggetto di polemica sui social media, dove la cantante svedese Zara Larsson ha trovato delle somiglianze con la clip del suo singolo Love Me Land.

## Controversie
Dopo la pubblicazione della canzone e la sua scelta come rappresentante cipriota all'Eurovision Song Contest, diversi membri dell'organizzazione Avaaz e alcuni esponenti della Chiesa di Cipro hanno richiesto alla CyBC il ritiro del paese alla manifestazione canora a causa di alcune parti di testo del brano ritenute «offensive, irrispettose e non rappresentative», in particolare per il suo riferimento nel ritornello alla figura del Diavolo. Nonostante le critiche e l'apertura di una petizione online al fine di non far gareggiare la nazione, la CyBC ha rinnovato il proprio sostegno a Tsagkrinou e alla sua canzone, respingendo ogni accusa e sostenendo che «[il brano] rispetta sia i diritti spirituali ma anche la libertà di espressione artistica».
Sempre dopo la commercializzazione del brano, diversi giornalisti e critici musicali hanno riscontrato delle somiglianze tra El diablo e il singolo Bad Romance di Lady Gaga, accusando Tsagkrinou di aver plagiato la canzone della cantante statunitense.

## Tracce
Testi e musiche di Thomas Stengaard, Jimmy "Joker" Thörnfeldt, Laurell Barker e Oxa.
Download digitale
1. El diablo – 3:01

Download digitale – Joytide & Maarlind Remix
1. El diablo (Joytide & Maarlind Remix) – 2:51

## Formazione
- Elena Tsagkrinou – voce
- Thomas Stengaard – produzione
- Jimmy "Joker" Thörnfeldt – produzione

## Classifiche
| Classifica (2021) | Posizione massima |
| ----------------- | ----------------- |
| Belgio (Fiandre)  | 52                |
| Finlandia         | 6                 |
| Grecia            | 9                 |
| Irlanda           | 60                |
| Islanda           | 14                |
| Lituania          | 8                 |
| Norvegia          | 13                |
| Paesi Bassi       | 31                |
| Regno Unito       | 86                |
| Svezia            | 20                |